# プリンス・チャーミング

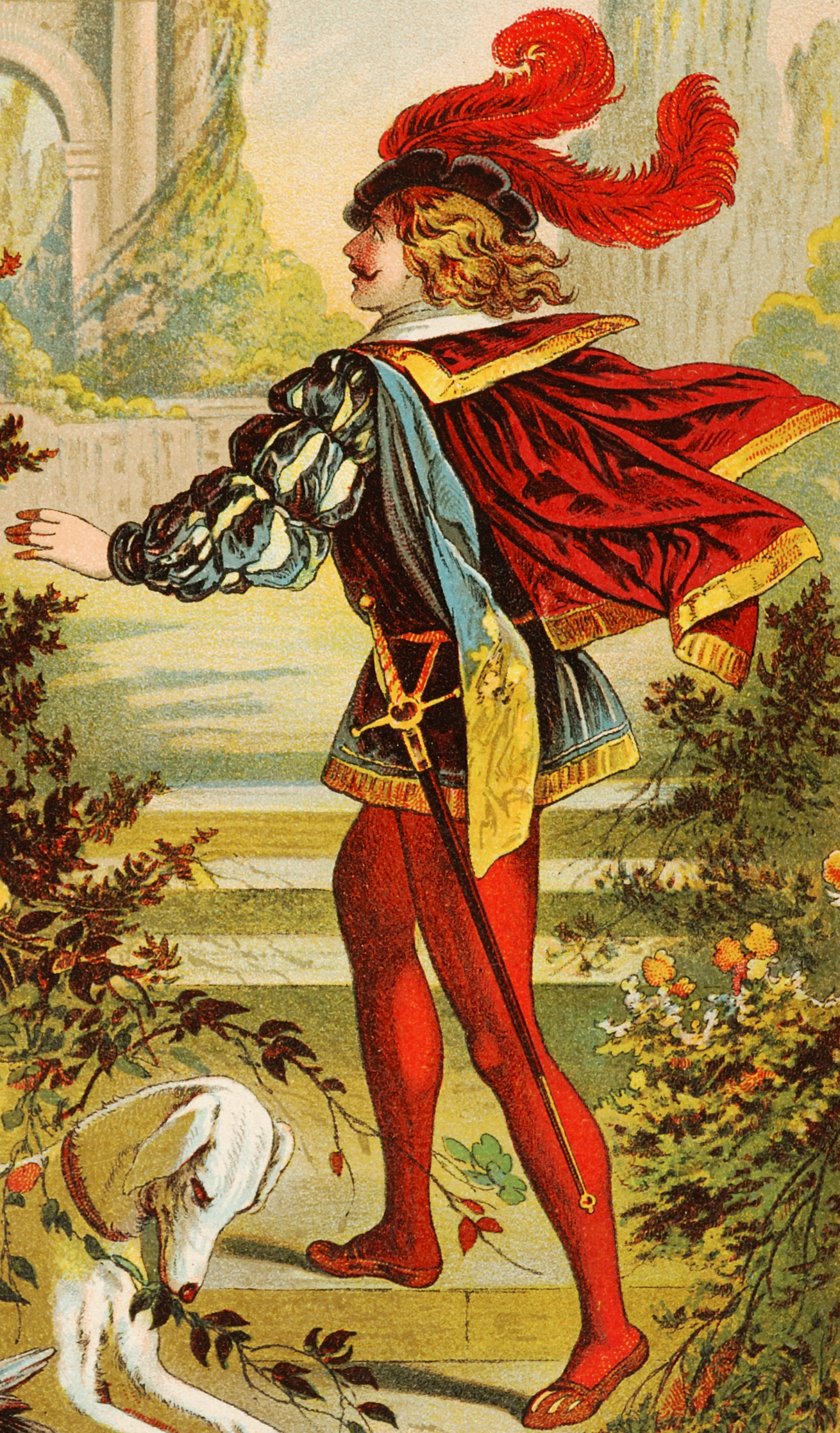
眠り姫に登場するチャーミング王子

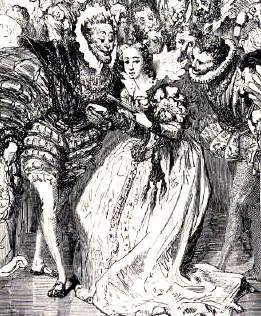
「シンデレラ」にてシンデレラと踊るチャーミング王子

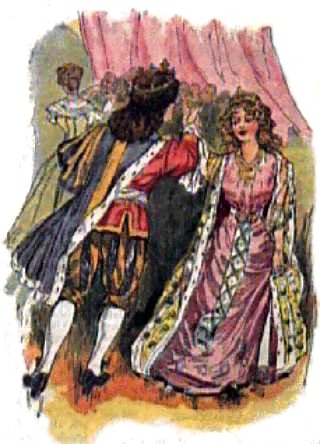
1912年発行の「シンデレラ」にてシンデレラと踊るチャーミング王子

プリンス・チャーミング（英語: Prince Charming）は、おとぎ話におけるストックキャラクターのひとつ。プリンスであり、いわゆる「囚われの姫君（Damsel in distress）」を窮地から救い出す。「白馬の王子」「魅惑の王子」と訳されることもある。物語によっては固有の名前を与えられることもあるが、逆に物語の中では固有の名前が判らないこともある。
多くの物語では、プリンス・チャーミングは美男子でありロマンチックな雰囲気をまとっているが、あくまでもヒロイン（囚われの姫君）の引き立て役であり、特徴付けがされていないことも多い。
スペイン語ではPríncipe azul、イタリア語ではPrincipe azzurroとなり、これらを日本語に直訳すると「青い王子」となる。

## 歴史
1697年に初版されたシャルル・ペローの『眠れる森の美女』には王女が目覚めて王子と初めて言葉を交わした際に「Le Prince charmé de ces paroles（王子は彼女の言葉に魅せられた）」という文がある。この一文が、プリンス・チャーミングの発祥と取られることが多い（もちろん、ペローの文では王子が魅せられたのであり、王子が魅了したのではない）。
17世紀のオーノワ夫人作の『うるわしき金髪姫』ではアヴナン（仏: Avenant、「きれいな」「美しい」の意）というヒーローが、『青い鳥』ではLe Roi Charmant （The Charming King） という王が登場している。アンドルー・ラングは『あおいろの童話集 （Blue Fairy Book）』（1889年）でヒーローの名前を「チャーミング （Charming）」とした。また、『みどりいろの童話集 （Green Fairy Book）』（1892年）には「キング・チャーミング」が登場している。
オスカー・ワイルドが1890年に発表した小説『ドリアン・グレイの肖像』では主人公のドリアン・グレイは若い女優から「プリンス・チャーミング」と呼ばれるが、ドリアンに振られて女優は絶望し自殺する。プリンス・チャーミングの語をイロニー的に用いた最初の例と言える。
1937年のディズニーのアニメ映画『白雪姫』に登場する王子は固有名が作中では明らかになっていないが、白雪姫が7人の小人たちに王子のことを「the prince was Charming」と説明するくだりがある。このことから、『白雪姫』に登場する王子を「プリンス・チャーミング」と呼ぶことがある。